# Torneo Nacional de Boxeo Playa Girón 1982
Das Torneo Nacional de Boxeo Playa Girón 1982 wurde vom 10. bis zum 22. Januar 1982 in Cienfuegos ausgetragen und war die 21. Austragung der nationalen kubanischen Meisterschaften im Amateurboxen.

## Medaillengewinner
Die Meistertitel wurden in zwölf Gewichtsklassen vergeben.
| Gewichtsklasse                  | Gold                    | Silber                  | Bronze              |
| ------------------------------- | ----------------------- | ----------------------- | ------------------- |
| Halbfliegengewicht (bis 48 kg)  | Juan Torres Odelin      | Jorge L. Sánchez        | Hipólito Ramos      |
| Halbfliegengewicht (bis 48 kg)  | Juan Torres Odelin      | Jorge L. Sánchez        | José R. Sánchez     |
| Fliegengewicht (bis 51 kg)      | Pedro Orlando Reyes     | Luis M. Cabalé          | Raciel Sánchez      |
| Fliegengewicht (bis 51 kg)      | Pedro Orlando Reyes     | Luis M. Cabalé          | Leonel Leyva        |
| Bantamgewicht (bis 54 kg)       | Juan Bautista Hernández | Luis Delís              | Rafael Cárdenas     |
| Bantamgewicht (bis 54 kg)       | Juan Bautista Hernández | Luis Delís              | Ricardo Perera      |
| Federgewicht (bis 57 kg)        | Adolfo Horta            | Ramón Goire             | Eduardo Morera      |
| Federgewicht (bis 57 kg)        | Adolfo Horta            | Ramón Goire             | Antonio Acea        |
| Leichtgewicht (bis 60 kg)       | Ángel Herrera           | Jorge Ross              | Samuel Belford      |
| Leichtgewicht (bis 60 kg)       | Ángel Herrera           | Jorge Ross              | Miguel Miranda      |
| Halbweltergewicht (bis 63,5 kg) | Carlos García           | Luis Bustamante         | Otto Pérez          |
| Halbweltergewicht (bis 63,5 kg) | Carlos García           | Luis Bustamante         | Bernardo Muñoz      |
| Weltergewicht (bis 67 kg)       | Andrés Aldama           | José Luis Hernández     | Juan Pedroso        |
| Weltergewicht (bis 67 kg)       | Andrés Aldama           | José Luis Hernández     | Ulises Castillo     |
| Halbmittelgewicht (bis 71 kg)   | Armando Martínez        | Julio Quintana Martínez | Jorge Guzmán        |
| Halbmittelgewicht (bis 71 kg)   | Armando Martínez        | Julio Quintana Martínez | Osvaldo García      |
| Mittelgewicht (bis 75 kg)       | José Gómez Mustelier    | Bernardo Comas          | Claro Pelayo        |
| Mittelgewicht (bis 75 kg)       | José Gómez Mustelier    | Bernardo Comas          | Silvio Torres       |
| Halbschwergewicht (bis 81 kg)   | Pablo Romero            | Ricardo Rojas Frías     | Miguel Ferrer       |
| Halbschwergewicht (bis 81 kg)   | Pablo Romero            | Ricardo Rojas Frías     | Remigio Pérez       |
| Schwergewicht (bis 91 kg)       | Hermenegildo Báez       | Noel Grenot             | Pedro Cárdenas      |
| Schwergewicht (bis 91 kg)       | Hermenegildo Báez       | Noel Grenot             | Rodovaldo Rivero    |
| Superschwergewicht (über 91 kg) | Teófilo Stevenson       | Ángel Milián            | Fidel César         |
| Superschwergewicht (über 91 kg) | Teófilo Stevenson       | Ángel Milián            | Jorge Luis González |